# Effet Ganzfeld
Pour les articles homonymes, voir Ganzfeld.
L'effet Ganzfeld (de l'allemand : ganzfeld, « champ entier »), ou privation sensorielle, est une expérience de perception produite par l'exposition à un champ de stimulation uniforme et non structuré. Cet effet résulte de l'amplification de l'activité neuronale latente par le cerveau pour remplacer les perceptions disparues.

## Caractéristiques
L'effet Ganzfeld a été le plus étudié dans le cadre de la vision en fixant un champ de couleur uniforme. L'effet visuel est décrit comme une perte de vision, le cerveau coupant le signal provenant des yeux, inchangé. Finalement, l'observateur « voit noir » : une cécité apparente. L'effet peut également provoquer des perceptions hallucinatoires chez certaines personnes, ainsi qu'un état modifié de conscience.
La privation sensorielle est un effet similaire. Toutefois, dans le cadre d'une privation sensorielle, le stimulus est minimisé plutôt que non-structuré. L'effet Ganzfeld est donc plutôt une privation perceptuelle. Les hallucinations provoquées par une privation sensorielle sont similaires à celles causées par un Ganzfeld lumineux, comme des sensations éphémères de flashs lumineux ou de couleurs. Dans les deux cas, ces hallucinations peuvent provoquer des scènes complexes.
Un ganzfeld vacillant provoque des visions de motifs géométriques. Ce principe est utilisé dans les mind machines (en) et la dreamachine.

## Histoire
La production d'hallucinations par privation sensorielle ou perceptive est constatée depuis longtemps. Les adeptes de Pythagore se retirent dans des grottes intégralement sombres pour obtenir sagesse à travers leurs visions. Les mineurs enfermés dans des mines lors d'accidents font état d'hallucinations et de visions s'ils passent plusieurs jours dans le noir complet. Les explorateurs de l'Arctique, qui ne voient rien d'autre qu'un paysage de neige blanche pendant longtemps, constatent également des hallucinations et un état d'esprit altéré.
Dans les années 1930, le psychologue allemand Wolfgang Metzger établit que lorsque des sujets d'expérience observent un champ visuel uniforme, ils subissent des hallucinations et leur électro-encéphalogramme change.
L'artiste américain James Turrell (partiellement inspiré par des ciels bleus) a créé plusieurs œuvres utilisant cet effet, intitulées Ganzfelds.